# X-Men: The Last Stand
X-Men: The Last Stand is een Amerikaanse film uit 2006 en is de derde film over het Marvel Comics-superheldenteam de X-Men. De film werd geregisseerd door Brett Ratner en geschreven door Simon Kinberg en Zak Penn. Het is een sequel op de films X-Men (2000) en X2 (2003).
The Last Stand draait geheel om een nieuw geneesmiddel voor mutanten dat voor veel spanningen zorgt tussen mensen en mutanten. Ook centraal staat de mysterieuze terugkeer van Jean Grey die aan het eind van X2 leek om te komen.
Het verhaal van de film is gebaseerd op twee X-Men-stripverhalen: de Dark Phoenix Saga uit Uncanny X-Men (1980), en de verhaallijn Gifted uit Astonishing X-Men (2004).
De film wordt vaak ook aangeduid als X3 of X-Men 3.

## Verhaal
Het verhaal begint 20 jaar geleden, wanneer Charles Xavier en Erik Lensherr (Magneto) op bezoek gaan bij Jean Grey om haar hun hulp aan te bieden met het omgaan met haar mutantenkrachten. Jean blijkt een enorme potentie te hebben en laat zelfs op jonge leeftijd al alle auto's in de buurt door de lucht zweven. Erik is onder de indruk, maar Charles is bezorgd.
Tien jaar later heeft een jongetje genaamd Warren Worthington zich opgesloten in de badkamer, waar hij met een vijl en schaar aan het werk is. Wanneer zijn vader binnenkomt ziet hij tot zijn grote schrik dat Warren een mutant is met twee vleugels op zijn rug, die hij geprobeerd heeft af te knippen. Hij zweert dat hij op een dag een geneesmiddel zal vinden voor de "ziekte" van zijn zoon.
In het heden vechten X-Men Wolverine, Storm, Iceman, Rogue, Colossus en Kitty Pryde tegen een enorme robot (een Sentinel). Wanneer een rondvliegend stuk puin Wolverines laatste sigaar vermorzelt, laat hij zich door Colossus naar de robot gooien en hakt zijn hoofd eraf, zodat de simulatie eindigt.
Niet lang daarna wordt het nieuws op tv bekendgemaakt over het nieuwe geneesmiddel voor mutanten. Hoewel sommige mutanten, onder wie Rogue, geïnteresseerd zijn, willen anderen er niets van weten. Ze vertrekt na een gesprekje met Wolverine. De X-mens oude vijand Magneto rekruteert een leger van mutanten om het middel in handen te krijgen.
Ondertussen wordt Cyclops nog altijd geplaagd door de herinnering aan de dood van Jean Grey. Hij gaat naar het Alkalimeer en ziet daar tot zijn verbazing Jean, levend en wel. Ze is echter qua persoonlijkheid veranderd en doodt Scott. Professor X stuurt Wolverine en Storm naar het meer. Zij vinden Scotts bril en een bewusteloze Jean.
Xavier legt uit dat hij twintig jaar geleden een aantal psychische barrières heeft aangebracht in Jeans hoofd om haar enorme krachten onder controle te houden. Hierdoor ontwikkelde ze twee persoonlijkheden: de Jean Grey uit de vorige twee films en de zogenaamde “Phoenix”. Deze Phoenix is op dit moment in controle. Wolverine wil dit aanvankelijk niet geloven, tot hij het zelf ziet. Jean ontsnapt en vlucht naar haar oude huis waar Xavier, geholpen door Wolverine, Storm en Magneto, met Juggernaut en een paar andere mutanten, de confrontatie met haar aangaan. Jean doodt Xavier en vertrekt met Magneto.
Er wordt een herdenking gehouden bij het graf van Professor X. Hij is echter begraven vlak bij de school. Wolverine en vele anderen zijn op de herdenking aanwezig. Die nacht infiltreert Wolverine in Magneto’s kamp en ontdekt zo Magneto’s plan om een aanval te openen op Alcatraz, waar het medicijn wordt gemaakt. Wolverine, Storm, Shadowcat, Iceman, Beast en Colossus confronteren Magneto’s leger op Alcatraz. In het gevecht maakt Beast Magneto onschadelijk met het geneesmiddel. Hierop begint Jean met haar psychische krachten alles om haar heen te vernielen. Wolverine gaat de confrontatie met haar aan en weet tot haar door te dringen. Ze smeekt hem haar te doden nu dat kan. Wolverine doet dit.
Ondanks professor Xaviers dood blijft de school voor mutanten open. Rogue komt terug naar de school maar heeft haar gaven opgegeven. Magneto, nu een gewone man, zit op het eind te schaken. Een van de metalen schaakstukken beweegt een beetje wanneer hij ernaar wijst, wat kan inhouden dat het geneesmiddel toch niet permanent is.

### Epiloog

Algemene logo van de X-Men.

Na de aftiteling laat men ook nog een ziekenkamer zien waar Moira binnenkomt en een comateus persoon een goede morgen wenst, waarop die persoon "Hallo Moira" zegt en Charles Xavier blijkt te zijn. Hij heeft zijn geest telepathisch overgeplaatst in een ander lichaam zoals blijkt uit het eerste onbewerkte scenario:
- SCENE 98 - INT. MUIR ISLAND FACILITY - DAY
- XAVIER: Moira?
- MOIRA: Charles?

## Rolverdeling
| Acteur             | Personage                              |
| ------------------ | -------------------------------------- |
| Hugh Jackman       | Wolverine / Logan                      |
| Ian McKellen       | Magneto / Erik Lensherr                |
| Famke Janssen      | Dark Phoenix / Jean Grey               |
| Halle Berry        | Storm / Ororo Munroe                   |
| Patrick Stewart    | Professor Charles "X" Xavier           |
| Kelsey Grammer     | Beast / Dr. Henry "Hank" McCoy         |
| Anna Paquin        | Rogue / Marie                          |
| Shawn Ashmore      | Iceman / Bobby Drake                   |
| James Marsden      | Cyclops / Scott Summers                |
| Vinnie Jones       | Juggernaut / Cain Marko                |
| Rebecca Romijn     | Mystique / Raven Darkholme             |
| Eric Dane          | Multiple Man / Jamie Madrox            |
| Aaron Stanford     | Pyro / John Allerdyce                  |
| Daniel Cudmore     | Colossus / Peter Rasputin              |
| Ben Foster         | Angel / Warren Worthington             |
| Ellen Page         | Shadowcat / Kitty Pryde                |
| Cayden Boyd        | Jonge Angel / Jonge Warren Worthington |
| Cameron Bright     | Jimmy/ Leech                           |
| Dania Ramirez      | Callisto                               |
| Ken Leung          | Quil                                   |
| Omahyra Mota       | Arclight                               |
| Shohreh Aghdashloo | Dr. Kavita Rao                         |
| Kea Wong           | Jubilation Lee / Jubilee               |
| Shauna Kain        | Theresa Rourke Cassidy / Siryn         |
| Mei Melançon       | Psylocke                               |
| Omahyra            | Arclight                               |
| Julian Richings    | Mutanten organisator                   |

## Achtergrond

### Productie
Bryan Singer, de regisseur van de vorige twee X-Men films verliet het project gedurende de voorproductie om te gaan werken aan de film Superman Returns. Ook de scenarioschrijvers Dan Harris en Michael Dougherty vertrokken. Rond die tijd lag wel al een scenario klaar voor een derde film. Deze focuste geheel op de terugkeer van Jean Grey, met Emma Frost als vijand.
Simon Kinberg werd ingehuurd als nieuwe schrijver en de geruchten gingen dat Joss Whedon de film zou regisseren. Matthew Vaughn werd ingehuurd als nieuwe regisseur. Hij koos Kelsey Grammer als Beast en Vinnie Jones als Juggernaut. Om familieredenen kon hij niet beginnen met het produceren van de film. Daarom werd hij vervangen door Brett Ratner
Het filmen begon in augustus 2005 en was voltooid in januari 2006. Veel van de film werd opgenomen in Vancouver, Canada. Daarmee was dit de grootste film ooit opgenomen in Canada. Daarvoor was X2 de recordhouder.

### Boek
Een boekversie van de film werd geschreven door stripboekschrijver Chris Claremont, en kwam uit op 16 mei, 2006.
Het boek verschilt echter sterk van de film op sommige punten. In het boek ontdekt de jonge Jean Grey haar krachten na een ongeluk dat haar beste vriend het leven kost. Angel sluit zich officieel bij de X-Men aan en gaat met hen mee naar Alcatraz. In de film gaat hij alleen. Storm spaart Callisto’s leven (wat meer in overeenstemming is met Charles Xaviers idee over geweld). Rogue besluit toch geen afstand te doen van haar krachten en Beast blijft op de school als een leraar. Iceman redt de bewusteloze Pyro wanneer Jean Grey alles begint te vernietigen.
De aanval op Alcatraz wordt in het boek M-Day genoemd. In de strips was dit de naam gegeven aan de dag waarop de Scarlet Witch bijna alle mutanten machteloos maakte. Aan het eind van het boek bezoekt Moira MacTaggert Magneto in het park en biedt hem een tegengif voor het geneesmiddel aan. Hij weigert dit met de mededeling dat hij niet meer terug kan aangezien zijn oude leven alleen maar ellende meebracht voor zowel hemzelf als degene om wie hij gaf. Dit suggereert dat in het boek Magneto zich bekeert vlak voordat hij ontdekt dat zijn krachten nog deels intact zijn.
In tegenstelling tot de film wordt in het boek niet vermeld dat Charles Xavier toch nog leeft. Aan het eind van het boek is Wolverine in de kelder bezig met de training van de nieuwe X-Men, waaronder Gambit, Sage, Danielle Moonstar en Cannonball.

### Vervolg
In april 2009 kwam X-Men Origins: Wolverine uit. Dit is een film over de X-Men Wolverine. Ook de in 2013 uitgebrachte film The Wolverine gaat over hem. De rol van Wolverine wordt in beide films weer door Hugh Jackman gespeeld.
Daarnaast werd op 3 juni 2011 een vijfde X-men-film uitgebracht, getiteld X-Men: First Class, een voorgeschiedenis van de drie eerdere films. De opvolger hiervan, X-Men: Days of Future Past, ging in mei 2014 in Nederland in première.

## Prijzen en nominaties
| jaar | prijs                    | categorie                                                   | genomineerde(n)                                              | uitslag     |
| ---- | ------------------------ | ----------------------------------------------------------- | ------------------------------------------------------------ | ----------- |
| 2006 | Black Movie Award        | Outstanding Performance by an Actress in a Leading Role     | Halle Berry                                                  | genomineerd |
| 2006 | Golden Trailer Award     | Summer 2006 Blockbuster                                     | -                                                            | genomineerd |
| 2006 | Hollywood Film Award     | make-up van het jaar                                        | Kris Evans                                                   | gewonnen    |
| 2006 | Sierra Award             | beste visuele effecten                                      | -                                                            | gewonnen    |
| 2006 | Satellite Award          | Beste filmmontage                                           | Mark Helfrich, Mark Goldblatt, Julia Wong                    | gewonnen    |
| 2006 | Satellite Award          | Beste cinematografie                                        | Dante Spinotti                                               | genomineerd |
| 2006 | Satellite Award          | Beste geluid                                                | Steve Maslow, Doug Hemphill, John A. Larsen, Rick Klein      | genomineerd |
| 2006 | Satellite Award          | Beste visuele effecten                                      | John Bruno                                                   | genomineerd |
| 2006 | Teen Choice Award        | Choice Summer Movie: Drama/Action-Adventure                 | -                                                            | genomineerd |
| 2006 | Teen Choice Award        | Movie - Choice Rumble                                       | The X-Men vs. Magneto's Brotherhood                          | genomineerd |
| 2006 | Teen Choice Award        | Movies - Choice Action Adventure                            | -                                                            | genomineerd |
| 2006 | Teen Choice Award        | Movies - Choice Actor: Drama/Action Adventure               | Hugh Jackman                                                 | genomineerd |
| 2006 | Teen Choice Award        | Movies - Choice Actress: Drama/Action Adventure             | Halle Berry                                                  | genomineerd |
| 2006 | Teen Choice Award        | Movies - Choice Liplock                                     | Famke Janssen, Hugh Jackman                                  | genomineerd |
| 2006 | Teen Choice Award        | Movies - Choice Sleazebag                                   | Ian McKellen                                                 | genomineerd |
| 2007 | Saturn Award             | Beste vrouwelijke bijrol                                    | Famke Janssen                                                | gewonnen    |
| 2007 | Saturn Award             | Beste kostuums                                              | Judianna Makovsky                                            | genomineerd |
| 2007 | Saturn Award             | Beste muziek                                                | John Powell                                                  | genomineerd |
| 2007 | Saturn Award             | Beste sciencefictionfilm                                    | -                                                            | genomineerd |
| 2007 | Saturn Award             | Beste speciale effecten                                     | John Bruno, Eric Saindon, Craig Lyn                          | genomineerd |
| 2007 | Saturn Award             | Beste mannelijke bijrol                                     | Kelsey Grammer                                               | genomineerd |
| 2007 | CDG Award                | Excellence in Costume Design for Film – Fantasy             | Judianna Makovsky                                            | genomineerd |
| 2007 | Empire Award             | bete scifi/fantasy                                          | -                                                            | genomineerd |
| 2007 | Empire Award             | Scène van het jaar                                          | The Phoenix and Professor X showdown.                        | genomineerd |
| 2007 | Audience Award           | Best International Actor                                    | Ian McKellen                                                 | genomineerd |
| 2007 | Blimp Award              | favoriete vrouwelijke filmster                              | Halle Berry                                                  | genomineerd |
| 2007 | People's Choice Award    | favoriete film                                              | -                                                            | genomineerd |
| 2007 | People's Choice Award    | favoriete filmdrama                                         | -                                                            | genomineerd |
| 2007 | VES Award                | Best Single Visual Effect of the Year                       | Eric Saindon, Cyndi Ochs, G.G. Heitmann Demers, Roger Shortt | genomineerd |
| 2007 | Taurus World Stunt Award | Beste gevecht                                               | Lani Gelera, Angela Uyeda, Crystal Dalman                    | genomineerd |
| 2007 | Taurus World Stunt Award | Beste gevecht                                               | Mike Lambert, Richard Bradshaw, Mark Mottram                 | genomineerd |
| 2007 | Taurus World Stunt Award | Beste stunt door een vrouw                                  | Lani Gelera, Angela Uyeda, Crystal Dalman                    | genomineerd |
| 2007 | Young Artist Award       | Best Performance in a Feature Film - Supporting Young Actor | Cameron Bright                                               | genomineerd |